# 扬·巴普蒂斯塔·范·海尔蒙特
扬·巴普蒂斯塔·范·海尔蒙特（荷蘭語：Jan Baptista van Helmont，1579年1月12日—1644年12月30日；姓又譯范赫蒙），弗拉芒化学家、生理学家、医生。他将四元素说中的四种元素削减为水和空气，区分了空气和其他化学反应产生的气体，研究了多种气体性质，常被认为是气体化学研究的奠基人，他强调控制实验条件和对质量进行分析，进行过著名的柳树实验，是炼金术向近代化学转变时期的代表人物之一。他的医学著作则倾向于排除当时医学中的神秘和宗教因素，希冀以运动的力量解释症状与治疗。

## 生平
范·海尔蒙特的父亲克里斯蒂安·范·海尔蒙特是公共检察官和布鲁塞尔法庭成员，母亲玛丽亚·斯塔萨尔特是布拉班特公国最显赫的家族的后代。1567年两人在圣弥额尔圣古都勒主教座堂成婚，海尔蒙特是他们的第五个孩子。1580年克里斯蒂安·范·海尔蒙特去世。扬·巴普蒂斯塔在鲁汶大学接受教育，接触过当时各学科的课程后，他选择了医学，但进而发现无论是教材还是课上讲授的内容都是已经和实际脱节甚多的盖伦体系。
1599年，范·海尔蒙特拿到了鲁汶大学的医学博士学位，随后开始在欧洲进行壮游。1600-1605年间他在瑞士、意大利、法国和英国游历，仍觉得自己没有接触到什么新的东西。1605年安特卫普发生瘟疫，海尔蒙特回乡参与救治。瘟疫过后他拒绝了科隆主教和鲁道夫二世的延揽。1609年他在维尔福德举行盛大婚礼，与富商之女玛格丽特·范·兰斯特结婚，之后隐居于当地进行化学和医学研究。

## 气体化学研究

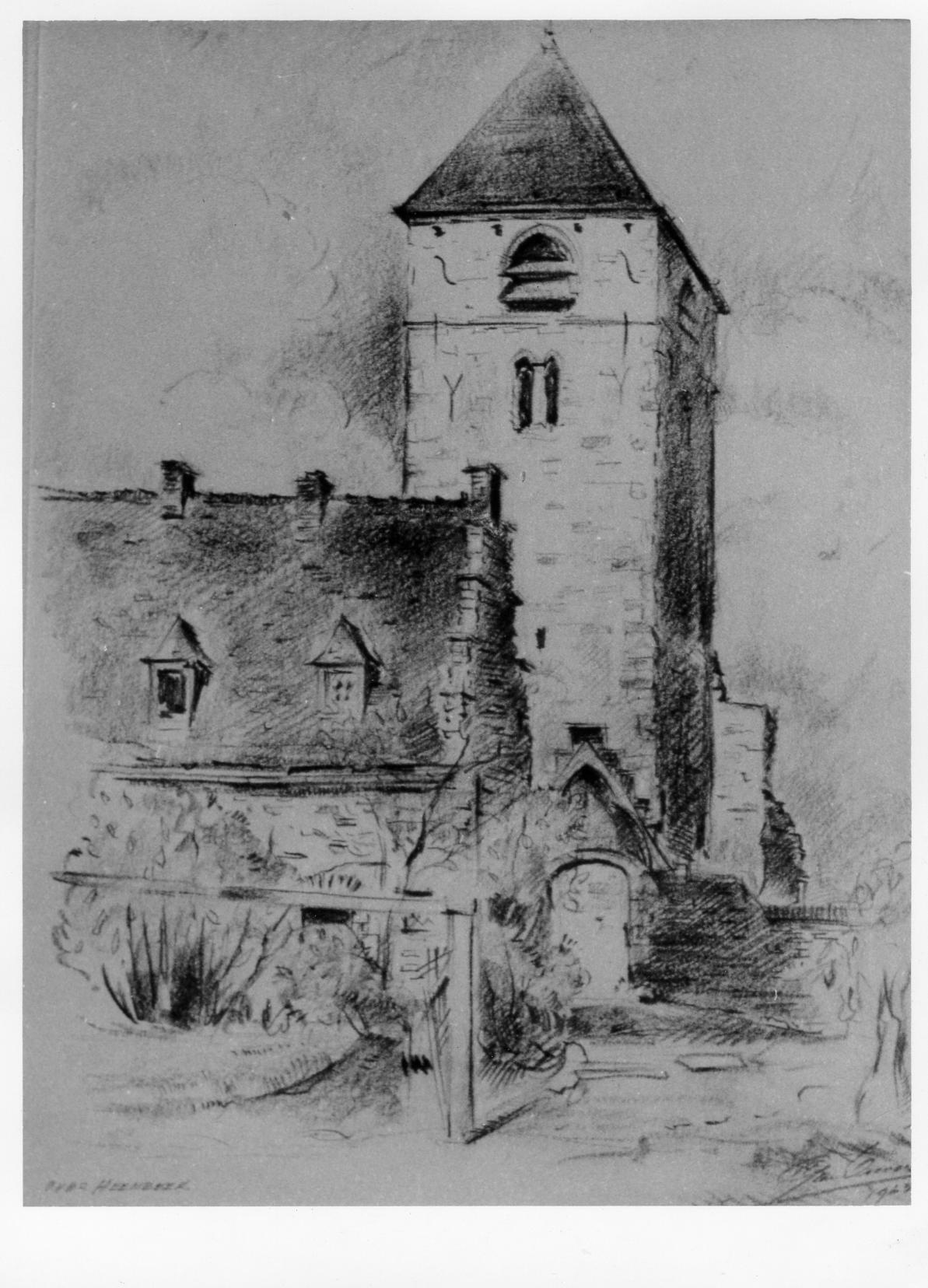
Neder-over-Heembeek城老教堂的罗马钟楼和位于旁边的范·海尔蒙特试验炼金术的房屋

海尔蒙特隐居后读到了炼金术士帕拉塞尔苏斯的著作，经常进行炼金术的研究。按照他儿子的记载，1618年隐居在布鲁塞尔北郊小镇Neder-over-Heembeek的他接待了一位深夜来客，客人给了他一些神秘的粉末，他将粉末与八盎司的汞混合加热，得到了同样重的黄金。这坚定了他深入研究炼金术的信心。
除了帕拉塞尔苏斯的影响以外，他也深受威廉·哈维、伽利略·伽利莱和弗朗西斯·培根等人通过实验研究探索科学的思想影响。这让他较少用艰涩的哲学概念而更倾向于描述实验和观察到的现象来得出结论。对于四元素说，他认为其中只有空气和水可以称得上是元素。他第一个区分了不同的气体和空气，将前者使用“gas”一词称呼，比如他认为木头在密闭的房间中燃烧所产生的气体（二氧化碳）与平时所说的空气不同，而与植物发酵产生的，醋和贝壳反应产生的是同一种气体，而和加热有机物产生的可燃性气体（烃的混合物）是不同种气体。范·海尔蒙特对气体化学的研究影响了罗伯特·波义耳，波义耳在1661年出版的《怀疑派的化学家》中高度赞扬了范·海尔蒙特的贡献。
为了证明植物来源于水这种他认为的元素，他在盆中装了200磅用炉子干燥过的土，在其中种了一棵5磅重的柳树，称量了土壤和加入的蒸馏水的重量。五年之后，他再次称量干燥后的土壤发现仍为200磅，而柳树的重量增加了大约164磅，从而得出结论，柳树的质量增加仅是因为加入的水。尽管从现代观点来看，这一推理并不完备，重量增加主要来自于光合作用产生的糖，其不仅源于水，还来源于空气中的二氧化碳，并且他也忽略了土壤中的无机盐组分。

## 卷入宗教争论与被迫害
1608年德国学者，同为帕拉塞尔苏斯信徒的鲁道夫·高克兰纽斯出版了一本小册子，列举了“weapon-salve”方法治疗创伤的实例，认为这是一种自然的力量。1609年弗拉芒学者雅安·罗伯蒂撰文驳斥，认为这不属于医学，而是属于魔法的范畴，两人为此论战许久，1621年范·海尔蒙特出版了小册子《论磁性治疗》,在这本仍然具有神秘色彩的小册子中，他认为罗伯蒂的抨击过于苛刻，但高克兰纽斯将其归为自然的力量也证据不足，但仍坚持“weapon-salve”是一种有效的疗法，从而卷入了两方的论战之中。
范·海尔蒙特是帕拉塞尔苏斯的崇拜者这一身份使争论偏离了正常轨道，1623年鲁汶医学行会谴责范·海尔蒙特此书是一本罪恶的小册子。1625年西班牙宗教裁判所则认定他的著作中的二十余条说法有异端的嫌疑，禁止他的著作出版。1627年和1630年范·海尔蒙特两次承认自己有过错,但在同时期他写给马兰·梅森的信中可以看出，他的基本观点并无改变。1634年3月他因“借助化学哲学在世上传播黑暗”被捕入狱四天，后来一直被软禁到1642年。1644年他出版了自己的荷兰语著作《Dageraad ofte Nieuwe Opkomst der Geneeskunst》 （《黎明,或称医学的新兴》)。同年冬天，范·海尔蒙特自知不起，嘱咐儿子弗朗西斯科斯·墨丘里尔斯·范·海尔蒙特要把自己的其它著作整理出版。

## 身后

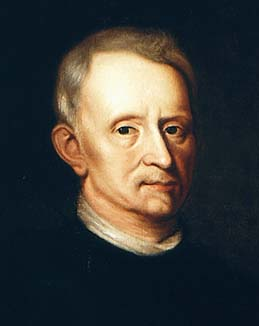
一說為罗伯特·胡克的肖像，但更可能是范·海尔蒙特

1646年范·海尔蒙特去世两年之后，才被平反。1648年他儿子以拉丁文出版了《Ortus medicinae, vel opera et opuscula omnia (《医学的源头,或称全集》)，汇集了《黎明,或称医学的新兴》的主要内容和范·海尔蒙特的其他作品，顿时成为17世纪影响很大的医学著作，被翻译成各国语言，到1707年为止出了五版。在这本书里，范·海尔蒙特批评亚里斯多德和盖伦在对自然现象的研究中使用了过多地数学理论，认为星象对病人的疾病只有间接的影响而非直接的对应关系，自然现象和疾病均来自于“blas”，他用这个词表达一种运动的力量，不同的物质如人体、植物、矿产具有不同种的blas，故显示出不同。他还提到了他对消化过程的看法，当时普遍的观点认为是身体给予的热量消化了摄入的食物，范·海尔蒙特问道“那冷血动物将如何生存？”，据此他认为应该是身体产生的某种化学物质帮助消化了食物。
2003年历史学家丽萨·扎丁在伦敦自然历史博物馆中发现了一副肖像，她认为这幅肖像是科学史家一直寻觅不得的物理学家罗伯特·胡克的画像。但辛辛那提大学的威廉·延森和美因茨大学的学者安德里斯·派彻特认为这幅肖像实际上描绘的是范·海尔蒙特。